# Jysk

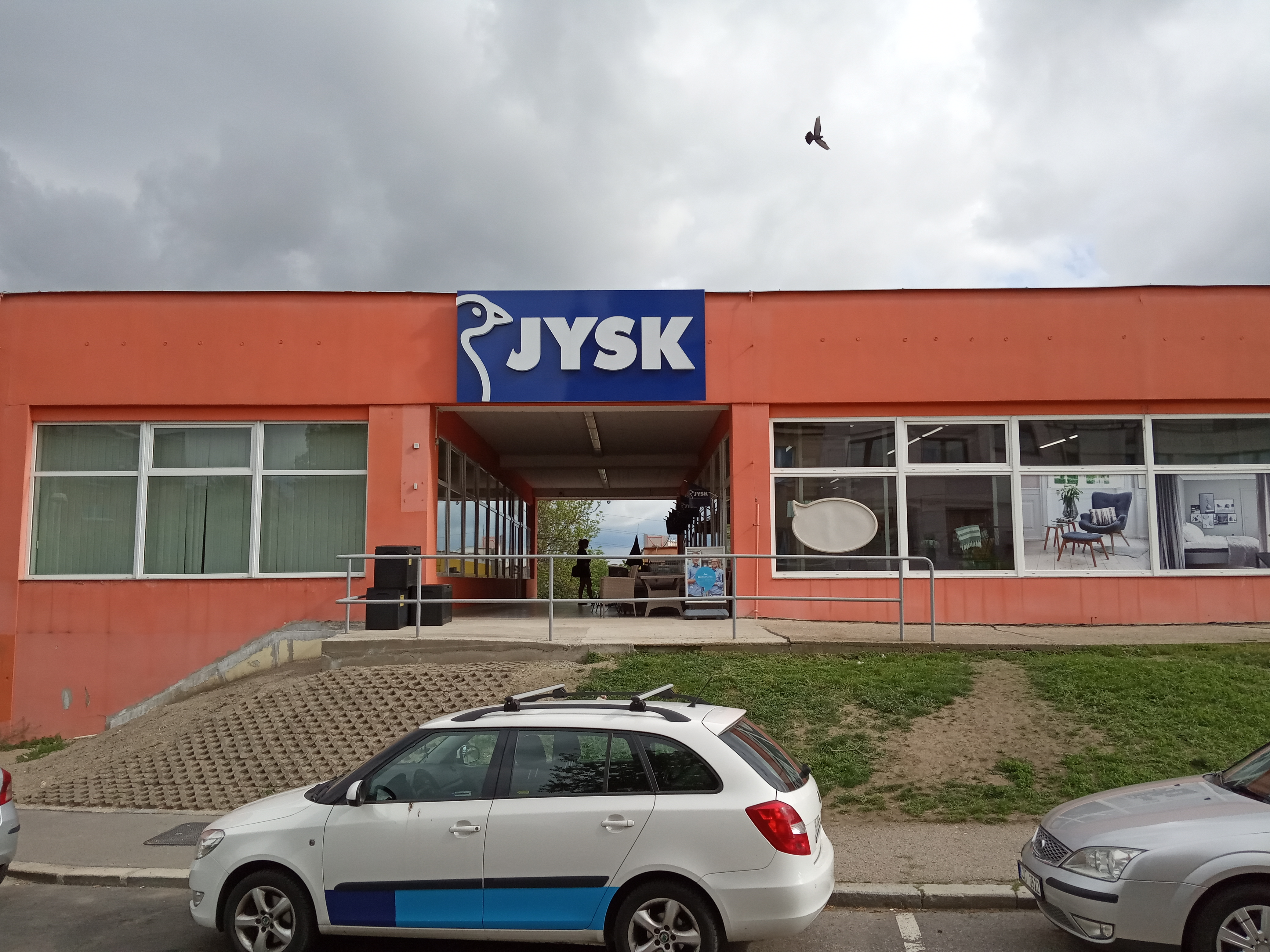
Jysk, empresa Danesa

Jysk es una cadena minorista danesa que vende artículos para el hogar como colchones y muebles. También venden productos para la decoración de interiores. Jysk es el minorista danés más grande que opera a nivel internacional, ya que cuenta con más de 3100 tiendas en 51 países. Jysk fue fundada por Lars Larsen, quien abrió la primera tienda en la ciudad danesa de Aarhus en abril de 1979. Es propiedad de la familia del fundador Lars Larsen a través del holding Lars Larsen Group, que también posee total o parcialmente varias cadenas de muebles más. El logotipo muestra un ganso, que tiene un hilo histórico para la marca. Debido al diseño escandinavo de sus productos, se denomina como el IKEA danés, pero en un formato más pequeño.

## Historia

### 1979-1989
El 2 de abril de 1979, se inauguró el primer Jysk del mundo en Aarhus, Dinamarca, donde aún opera en la actualidad.
En 1984, Jysk abrió su primera tienda fuera del país, situada en Alemania, así como su primera tienda en Groenlandia. En 1986, Jysk abrió su primera tienda en las Islas Feroe. En 1987, Jysk se expandió a Islandia y abrió una tienda en Kópavogur. En 1988, Jysk se expandió a Noruega, abriendo su primera tienda en Stavanger.
En 1995, Jysk abrió su primera tienda en Finlandia. En 1996, Jysk abrió su primera tienda canadiense en Coquitlam, Columbia Británica. En 1998, la empresa celebró la apertura de su tienda número 500.
En 2000, Jysk abrió su primera tienda en Polonia. En 2004, Jysk abrió su primera tienda en Hungría. En 2008, Jysk Nordic abrió el almacén más grande del norte de Europa en Uldum. El almacén cuenta ahora con una superficie de 64.000 m2. En 2008, Jysk abrió sus primeras tiendas en el Reino Unido, situadas en las localidades de Mansfield y Lincoln.

### 2010-2019
En 2010, Jysk recibió una orden real de nombramiento como proveedor de casa real danesa. También en 2010, la revista del personal de Jysk GO JYSK ganó varios premios, como revista del personal 2010 en Dinamarca y como la segunda mejor revista del personal en Europa. En 2011, Jysk lanzó su propio canal de televisión. En 2013, Jysk abrió su primera tienda en Armenia, siendo la primera localizada en el Cáucaso. En 2014, Jysk abrió su primera tienda en Indonesia. En 2016, Jysk se expandió a nuevos países: Singapur, Bielorrusia, Tayikistán y Georgia. En 2017, se expandió aún más al abrir su primera tienda en Kuwait. En 2018, Jysk abrió su primera tienda en Dubái. En 2019, Jysk abrió su primera tienda en Tailandia, Azerbaiyán e Irlanda.
Lars Larsen murió el 19 de agosto de 2019.

### 2020-presente
En 2020, JYSK abrió su primera tienda en Moscú.
Tras la invasión rusa de Ucrania en 2022, se cerraron todas las tiendas que la marca poseía en Rusia de forma temporal, aunque finalmente cerró sus tiendas de forma permanente, abandonando así Rusia por completo.
En 2024, se anunció que JYSK abrirá su primera tienda en Uruguay, siendo esta su primera incursión en el mercado latinoamericano.
En el 12 de junio del 2025, JYSK la primera mitad de Toys'R'us inaugurará en el centro comercial Carrefour Valladolid parquesol.

## Tiendas
Las tiendas Jysk operan en un formato medio con una superficie media de 1300 m2.
Las tiendas Jysk operan a través de tres entidades Jysk Nordic, Dänisches Bettenlager y Jysk Franchise. Jysk Nordic opera más de 1500 tiendas en 20 países (incluidos Escandinavia y Europa Central y del Este). Dänisches Bettenlager opera más de 1.300 tiendas en Alemania, Austria, Suiza, Italia, Francia, España y Portugal. El nombre de Dänisches Bettenlager se usó para las tiendas en Austria hasta 2020, y hasta 2021 en Alemania, que es el mercado más grande para Jysk, mientras que las tiendas en Suiza, Italia, Francia, España y Portugal operan bajo el nombre de Jysk.
Jysk también cuenta con acuerdos de franquicias en todo el mundo. En este régimen se encuentran más de 200 tiendas en 25 países (incluidos Canadá, países bálticos, Emiratos Árabes Unidos, Kuwait, Tayikistán, Tailandia, Uruguay y Vietnam).